# Kiến An (An Giang)
Kiến An is een xã in het district Chợ Mới, een van de districten in de Vietnamese provincie An Giang in de Mekong-delta. Kiến An ligt op de westelijke oever van de Hậu.